# Anthenoides marleyi
Anthenoides marleyi är en sjöstjärneart som beskrevs av Ole Theodor Jensen Mortensen 1925. Anthenoides marleyi ingår i släktet Anthenoides och familjen ledsjöstjärnor. Inga underarter finns listade i Catalogue of Life.